# Combretum tetragonocarpum
Combretum tetragonocarpum là một loài thực vật có hoa trong họ Trâm bầu. Loài này được Kurz mô tả khoa học đầu tiên năm 1872.